# Sydamerikanska mästerskapet i fotboll 1942

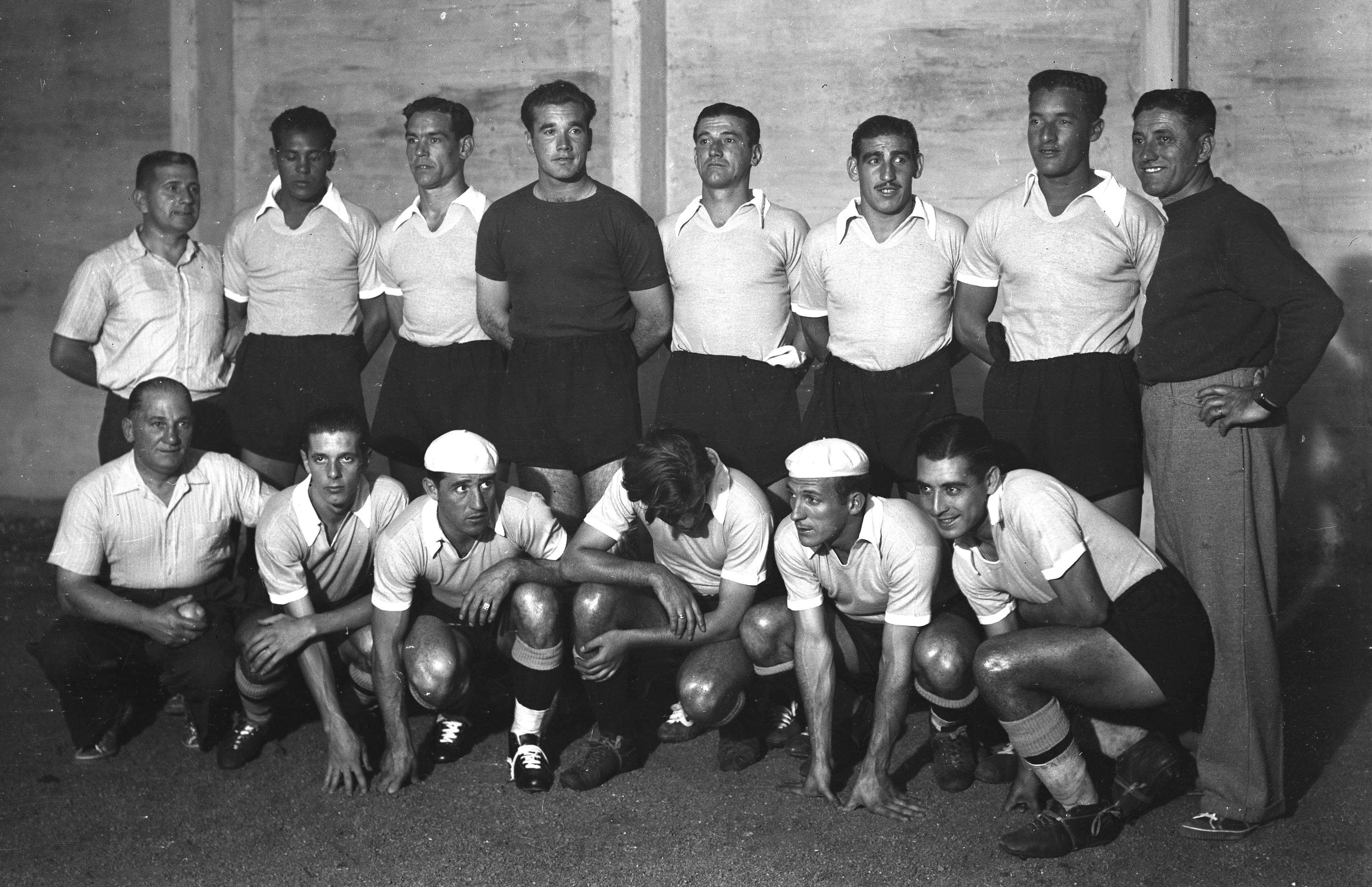
Uruguays landslag 1942

Sydamerikanska mästerskapet i fotboll 1942 spelades i Montevideo, Uruguay 10 januari-7 februari 1942.
För första gången deltog sju lag i turneringen; deltagande lag var Argentina, Brasilien, Chile, Ecuador, Paraguay, Peru och Uruguay. 
Bolivia och Colombia drog sig ur.
Turneringen är av många ihågkommen för matchen mellan Argentina och Ecuador då Argentinas José Manuel Moreno nådde 500 gjorda mål i Copa Américas, då han gjorde 5 när Argentina utklassade Ecuador med 12-0. José Manuel Moreno och Herminio Masantonio från Argentina delade på segern i skytteligan, med sju gjorda mål var.

## Domare
- José Macías (Argentina)
- José Ferreira Lemos (Brasilien)
- Manuel Soto (Chile)
- Marcos Gerinaldo Rojas (Paraguay)
- Enrique Cuenca (Peru)
- Aníbal Tejada (Uruguay)

## Matcher
Lagen spelade i en serie där alla mötte alla, där vinst gav två poäng, oavgjort en och förlust noll. 
| Nr | Lag       | S | V | O | F | GM | IM | MS  | P  |
| -- | --------- | - | - | - | - | -- | -- | --- | -- |
| 1  | Uruguay   | 6 | 6 | 0 | 0 | 21 | 2  | +19 | 12 |
| 2  | Argentina | 6 | 5 | 0 | 1 | 21 | 6  | +15 | 10 |
| 3  | Brasilien | 6 | 3 | 1 | 2 | 15 | 7  | +8  | 7  |
| 4  | Paraguay  | 6 | 2 | 2 | 2 | 11 | 10 | +1  | 6  |
| 5  | Peru      | 6 | 1 | 2 | 3 | 5  | 10 | −5  | 4  |
| 6  | Chile     | 6 | 1 | 1 | 4 | 4  | 15 | −11 | 3  |
| 7  | Ecuador   | 6 | 0 | 0 | 6 | 4  | 31 | −27 | 0  |

|  | 10 januari | Uruguay                                                               | 6 – 1   | Chile        | Estadio Centenario, Montevideo                 |                                                |
|  |            | L. E. Castro 7′, 76′ O. Varela 12′ Ciocca 15′ Contreras 37′ Porta 54′ | (4 – 1) | Contreras 1′ | Publik: 40 000 Domare: José Macías (Argentina) | Publik: 40 000 Domare: José Macías (Argentina) |
|  |            |                                                                       |         |              | Publik: 40 000 Domare: José Macías (Argentina) | Publik: 40 000 Domare: José Macías (Argentina) |
|  |            |                                                                       |         |              | Publik: 40 000 Domare: José Macías (Argentina) | Publik: 40 000 Domare: José Macías (Argentina) |

|  | 11 januari | Argentina                                   | 4 – 3   | Paraguay                    | Estadio Centenario, Montevideo                         |                                                        |
|  |            | Sandoval 9′ Masantonio 30′, 47′ Perucca 88′ | (2 – 0) | Sánchez 59′ Aveiro 75′, 86′ | Publik: 20 000 Domare: José Ferreira Lemos (Brasilien) | Publik: 20 000 Domare: José Ferreira Lemos (Brasilien) |
|  |            |                                             |         |                             | Publik: 20 000 Domare: José Ferreira Lemos (Brasilien) | Publik: 20 000 Domare: José Ferreira Lemos (Brasilien) |
|  |            |                                             |         |                             | Publik: 20 000 Domare: José Ferreira Lemos (Brasilien) | Publik: 20 000 Domare: José Ferreira Lemos (Brasilien) |

|  | 14 januari | Brasilien                                         | 6 – 1   | Chile         | Estadio Centenario, Montevideo                                                  |                                                                                 |
|  |            | Patesko 1′, 78′ Pirillo 23′, 63′, 86′ Cláudio 66′ | (2 – 1) | Domínguez 35′ | Publik: 10 000 · Domare: Aníbal Tejada (Uruguay) · Rött kort: Las Heras (Chile) | Publik: 10 000 · Domare: Aníbal Tejada (Uruguay) · Rött kort: Las Heras (Chile) |
|  |            |                                                   |         |               | Publik: 10 000 · Domare: Aníbal Tejada (Uruguay) · Rött kort: Las Heras (Chile) | Publik: 10 000 · Domare: Aníbal Tejada (Uruguay) · Rött kort: Las Heras (Chile) |
|  |            |                                                   |         |               | Publik: 10 000 · Domare: Aníbal Tejada (Uruguay) · Rött kort: Las Heras (Chile) | Publik: 10 000 · Domare: Aníbal Tejada (Uruguay) · Rött kort: Las Heras (Chile) |

|  | 17 januari | Argentina                   | 2 – 1   | Brasilien    | Estadio Centenario, Montevideo               |                                              |
|  |            | E. García 3′ Masantonio 27′ | (2 – 1) | Servílio 37′ | Publik: 30 000 Domare: Enrique Cuenca (Peru) | Publik: 30 000 Domare: Enrique Cuenca (Peru) |
|  |            |                             |         |              | Publik: 30 000 Domare: Enrique Cuenca (Peru) | Publik: 30 000 Domare: Enrique Cuenca (Peru) |
|  |            |                             |         |              | Publik: 30 000 Domare: Enrique Cuenca (Peru) | Publik: 30 000 Domare: Enrique Cuenca (Peru) |

|  | 18 januari | Uruguay                                                         | 7 – 0   | Ecuador | Estadio Centenario, Montevideo                           |                                                          |
|  |            | Zapirain 1′ Gambetta 13′ S. Varela 16′, 24′, 29′ Porta 23′, 42′ | (7 – 0) |         | Publik: 45 000 Domare: Marcos Gerinaldo Rojas (Paraguay) | Publik: 45 000 Domare: Marcos Gerinaldo Rojas (Paraguay) |
|  |            |                                                                 |         |         | Publik: 45 000 Domare: Marcos Gerinaldo Rojas (Paraguay) | Publik: 45 000 Domare: Marcos Gerinaldo Rojas (Paraguay) |
|  |            |                                                                 |         |         | Publik: 45 000 Domare: Marcos Gerinaldo Rojas (Paraguay) | Publik: 45 000 Domare: Marcos Gerinaldo Rojas (Paraguay) |

|  | 18 januari | Paraguay    | 1 – 1   | Peru          | Estadio Centenario, Montevideo                 |                                                |
|  |            | Barrios 35′ | (1 – 1) | Magallanes 1′ | Publik: 45 000 Domare: José Macías (Argentina) | Publik: 45 000 Domare: José Macías (Argentina) |
|  |            |             |         |               | Publik: 45 000 Domare: José Macías (Argentina) | Publik: 45 000 Domare: José Macías (Argentina) |
|  |            |             |         |               | Publik: 45 000 Domare: José Macías (Argentina) | Publik: 45 000 Domare: José Macías (Argentina) |

|  | 21 januari | Brasilien       | 2 – 1   | Peru           | Estadio Centenario, Montevideo                           |                                                          |
|  |            | Amorim 43′, 56′ | (2 – 1) | Magallanes 73′ | Publik: 10 000 Domare: Marcos Gerinaldo Rojas (Paraguay) | Publik: 10 000 Domare: Marcos Gerinaldo Rojas (Paraguay) |
|  |            |                 |         |                | Publik: 10 000 Domare: Marcos Gerinaldo Rojas (Paraguay) | Publik: 10 000 Domare: Marcos Gerinaldo Rojas (Paraguay) |
|  |            |                 |         |                | Publik: 10 000 Domare: Marcos Gerinaldo Rojas (Paraguay) | Publik: 10 000 Domare: Marcos Gerinaldo Rojas (Paraguay) |

|  | 22 januari | Paraguay                     | 2 – 0   | Chile | Estadio Centenario, Montevideo                         |                                                        |
|  |            | Barrios 33′ Baudo Franco 54′ | (1 – 0) |       | Publik: 25 000 Domare: José Ferreira Lemos (Brasilien) | Publik: 25 000 Domare: José Ferreira Lemos (Brasilien) |
|  |            |                              |         |       | Publik: 25 000 Domare: José Ferreira Lemos (Brasilien) | Publik: 25 000 Domare: José Ferreira Lemos (Brasilien) |
|  |            |                              |         |       | Publik: 25 000 Domare: José Ferreira Lemos (Brasilien) | Publik: 25 000 Domare: José Ferreira Lemos (Brasilien) |

|  | 22 januari | Argentina                                                                                           | 12 – 0  | Ecuador | Estadio Centenario, Montevideo             |                                            |
|  |            | E. García 2′ Moreno 12′, 16′, 22′, 32′, 89′ Pedernera 25′ Masantonio 54′, 65′, 68′, 70′ Perucca 88′ | (6 – 0) |         | Publik: 25 000 Domare: Manuel Soto (Chile) | Publik: 25 000 Domare: Manuel Soto (Chile) |
|  |            | |         |         | Publik: 25 000 Domare: Manuel Soto (Chile) | Publik: 25 000 Domare: Manuel Soto (Chile) |
|  |            | |         |         | Publik: 25 000 Domare: Manuel Soto (Chile) | Publik: 25 000 Domare: Manuel Soto (Chile) |

|  | 24 januari | Uruguay       | 1 – 0   | Brasilien | Estadio Centenario, Montevideo                           |                                                          |
|  |            | S. Varela 32′ | (1 – 0) |           | Publik: 55 000 Domare: Marcos Gerinaldo Rojas (Paraguay) | Publik: 55 000 Domare: Marcos Gerinaldo Rojas (Paraguay) |
|  |            |               |         |           | Publik: 55 000 Domare: Marcos Gerinaldo Rojas (Paraguay) | Publik: 55 000 Domare: Marcos Gerinaldo Rojas (Paraguay) |
|  |            |               |         |           | Publik: 55 000 Domare: Marcos Gerinaldo Rojas (Paraguay) | Publik: 55 000 Domare: Marcos Gerinaldo Rojas (Paraguay) |

|  | 25 januari | Paraguay                               | 3 – 1   | Ecuador     | Estadio Centenario, Montevideo             |                                            |
|  |            | Baudo Franco 5′ Mingo 57′ Ibarrola 62′ | (1 – 0) | Jiménez 46′ | Publik: 12 000 Domare: Manuel Soto (Chile) | Publik: 12 000 Domare: Manuel Soto (Chile) |
|  |            |                                        |         |             | Publik: 12 000 Domare: Manuel Soto (Chile) | Publik: 12 000 Domare: Manuel Soto (Chile) |
|  |            |                                        |         |             | Publik: 12 000 Domare: Manuel Soto (Chile) | Publik: 12 000 Domare: Manuel Soto (Chile) |

|  | 25 januari | Argentina                   | 3 – 1   | Peru          | Estadio Centenario, Montevideo                 |                                                |
|  |            | Heredia 12′ Moreno 65′, 72′ | (1 – 1) | Fernández 17′ | Publik: 12 000 Domare: Aníbal Tejada (Uruguay) | Publik: 12 000 Domare: Aníbal Tejada (Uruguay) |
|  |            |                             |         |               | Publik: 12 000 Domare: Aníbal Tejada (Uruguay) | Publik: 12 000 Domare: Aníbal Tejada (Uruguay) |
|  |            |                             |         |               | Publik: 12 000 Domare: Aníbal Tejada (Uruguay) | Publik: 12 000 Domare: Aníbal Tejada (Uruguay) |

|  | 28 januari | Peru                         | 2 – 1   | Ecuador     | Estadio Centenario, Montevideo                 |                                                |
|  |            | Quiñónez 32′ Luis Guzmán 62′ | (1 – 0) | Jiménez 52′ | Publik: 40 000 Domare: Aníbal Tejada (Uruguay) | Publik: 40 000 Domare: Aníbal Tejada (Uruguay) |
|  |            |                              |         |             | Publik: 40 000 Domare: Aníbal Tejada (Uruguay) | Publik: 40 000 Domare: Aníbal Tejada (Uruguay) |
|  |            |                              |         |             | Publik: 40 000 Domare: Aníbal Tejada (Uruguay) | Publik: 40 000 Domare: Aníbal Tejada (Uruguay) |

|  | 28 januari | Uruguay                           | 3 – 1   | Paraguay    | Estadio Centenario, Montevideo               |                                              |
|  |            | S. Varela 9′ Porta 26′ Ciocca 65′ | (2 – 0) | Barrios 58′ | Publik: 40 000 Domare: Enrique Cuenca (Peru) | Publik: 40 000 Domare: Enrique Cuenca (Peru) |
|  |            |                                   |         |             | Publik: 40 000 Domare: Enrique Cuenca (Peru) | Publik: 40 000 Domare: Enrique Cuenca (Peru) |
|  |            |                                   |         |             | Publik: 40 000 Domare: Enrique Cuenca (Peru) | Publik: 40 000 Domare: Enrique Cuenca (Peru) |

|  | 31 januari | Argentina                    | Walk over | Chile                                                                   | Estadio Centenario, Montevideo               |                                              |
|  |            | Argentina dömdes som segrare |           | Chile lämnade planen i den 43:e spelminuten p.g.a. missnöje med domaren | Publik: 15 000 Domare: Enrique Cuenca (Peru) | Publik: 15 000 Domare: Enrique Cuenca (Peru) |
|  |            |                              |           |                                                                         | Publik: 15 000 Domare: Enrique Cuenca (Peru) | Publik: 15 000 Domare: Enrique Cuenca (Peru) |
|  |            |                              |           |                                                                         | Publik: 15 000 Domare: Enrique Cuenca (Peru) | Publik: 15 000 Domare: Enrique Cuenca (Peru) |

|  | 31 januari | Brasilien                                 | 5 – 1   | Ecuador            | Estadio Centenario, Montevideo                 |                                                |
|  |            | Tim 10′ Pirillo 12′, 29′, 76′ Zizinho 60′ | (3 – 1) | Alvarez 19′ (str.) | Publik: 40 000 Domare: José Macías (Argentina) | Publik: 40 000 Domare: José Macías (Argentina) |
|  |            |                                           |         |                    | Publik: 40 000 Domare: José Macías (Argentina) | Publik: 40 000 Domare: José Macías (Argentina) |
|  |            |                                           |         |                    | Publik: 40 000 Domare: José Macías (Argentina) | Publik: 40 000 Domare: José Macías (Argentina) |

|  | 1 februari | Uruguay                                  | 3 – 0   | Peru | Estadio Centenario, Montevideo                 |                                                |
|  |            | Chirimini 47′ L. E. Castro 54′ Porta 77′ | (0 – 0) |      | Publik: 40 000 Domare: José Macías (Argentina) | Publik: 40 000 Domare: José Macías (Argentina) |
|  |            |                                          |         |      | Publik: 40 000 Domare: José Macías (Argentina) | Publik: 40 000 Domare: José Macías (Argentina) |
|  |            |                                          |         |      | Publik: 40 000 Domare: José Macías (Argentina) | Publik: 40 000 Domare: José Macías (Argentina) |

|  | 5 februari | Chile                      | 2 – 1   | Ecuador    | Estadio Centenario, Montevideo                           |                                                          |
|  |            | Domínguez 20′ Armingol 42′ | (2 – 1) | Alcívar 5′ | Publik: 15 000 Domare: Marcos Gerinaldo Rojas (Paraguay) | Publik: 15 000 Domare: Marcos Gerinaldo Rojas (Paraguay) |
|  |            |                            |         |            | Publik: 15 000 Domare: Marcos Gerinaldo Rojas (Paraguay) | Publik: 15 000 Domare: Marcos Gerinaldo Rojas (Paraguay) |
|  |            |                            |         |            | Publik: 15 000 Domare: Marcos Gerinaldo Rojas (Paraguay) | Publik: 15 000 Domare: Marcos Gerinaldo Rojas (Paraguay) |

|  | 5 februari | Brasilien  | 1 – 1   | Paraguay         | Estadio Centenario, Montevideo                 |                                                |
|  |            | Zizinho 5′ | (1 – 1) | Baudo Franco 23′ | Publik: 15 000 Domare: José Macías (Argentina) | Publik: 15 000 Domare: José Macías (Argentina) |
|  |            |            |         |                  | Publik: 15 000 Domare: José Macías (Argentina) | Publik: 15 000 Domare: José Macías (Argentina) |
|  |            |            |         |                  | Publik: 15 000 Domare: José Macías (Argentina) | Publik: 15 000 Domare: José Macías (Argentina) |

|  | 7 februari | Chile | 0 – 0 | Peru | Estadio Centenario, Montevideo                 |  |
|  |            |       |       |      | Publik: 70 000 Domare: José Macías (Argentina) |  |
|  |            |       |       |      |                                                |  |
|  |            |       |       |      |                                                |  |

|  | 7 februari | Uruguay      | 1 – 0   | Argentina | Estadio Centenario, Montevideo                           |                                                          |
|  |            | Zapirain 57′ | (0 – 0) |           | Publik: 70 000 Domare: Marcos Gerinaldo Rojas (Paraguay) | Publik: 70 000 Domare: Marcos Gerinaldo Rojas (Paraguay) |
|  |            |              |         |           | Publik: 70 000 Domare: Marcos Gerinaldo Rojas (Paraguay) | Publik: 70 000 Domare: Marcos Gerinaldo Rojas (Paraguay) |
|  |            |              |         |           | Publik: 70 000 Domare: Marcos Gerinaldo Rojas (Paraguay) | Publik: 70 000 Domare: Marcos Gerinaldo Rojas (Paraguay) |

## Skytteligan
7 mål
| - Herminio Masantonio | - José Manuel Moreno |  |

6 mål
- Sylvio Pirillo

5 mål
| - Roberto Porta | - Severino Varela |  |

3 mål
| - Marcial Barrios | - Fabio Baudo Franco | - Luis Ernesto Castro | - Bibiano Zapirain |

2 mål
| - Enrique García - Angel Perucca - Pedro Amorim | - Patesko - Alfonso Domínguez | - José María Jiménez - Rubén Aveiro | - Adolfo Magallanes - Aníbal Ciocca |

1 mål
| - Juan Carlos Heredia - Adolfo Pedernera - Raimundo Sandoval - Cláudio - Servílio | - Tim - Benito Armingol - Armando Contreras - Marino Alcívar - Enrique Alvarez | - Gorgonio Ibarrola - Eduardo Mingo - Vicente Sánchez - Luis Guzmán - Leopoldo Quiñónez | - Teodoro Fernández - Oscar Chirimini - Schubert Gambetta - Obdulio Varela |